# Дитрих Адолф фон Метерних
Дитрих Адолф фон Метерних-Винебург и Байлщайн (на немски: Dietrich Adolf von Metternich-Winneburg-Beilstein; † 24 декември 1695) от фамилията Метерних е граф на Метерних-Винебург и Байлщайн над Мозел.
Той е четвъртият син на фрайхер Лотар фон Метерних-Винебург и Байлщайн († 1663) и първата му съпруга Магдалена Урсула Кордула фон дер Хайден († сл. 21 март 1631), дъщеря на Луберт фон дер Хайден и Урсула фон Шьонек († 1636).
През 1652 г. фамилията му Метерних получа господството Винебург и Байлщайн. През 1679 г. линията Метерних е издигната на имперски графове. Те се наричат от тогава фон Метерних-Винебург и Байлщайн.

## Фамилия
Дитрих Адолф фон Метерних-Винебург и Байлщайн се жени за Луция Волф, издигната на Метерних фрайин фон Грахт (* 4 юни 1634; † 2 септември 1691), дъщеря на Йохан Адолф Волф, станал Метерних фрайхер цу Грахт (1592 – 1669) и Мария Катарина фон Хал (1599 – 1663). Те нямат деца.
Дитрих Адолф фон Метерних-Винебург и Байлщайн се жени 1692 г. втори път за графиня Йохана Елизабет фон Лайнинген-Вестербург (* 27 януари 1659; † 27 март 1708), вдовица на граф Георг Херман Райнхард фон Вид (1640 – 1690), дъщеря на граф Георг Вилхелм фон Лайнинген-Вестербург (1619 – 1695) и графиня София Елизабет фон Липе-Детмолд (1626 – 1688). Те нямат деца.